# Susanna e i vecchioni (Rembrandt)
Susanna e i vecchioni (in tedesco: Susanna und die Alten) è un dipinto ad olio su tela del pittore olandese Rembrandt, completato nel 1647. L'opera è conservata alla Gemäldegalerie di Berlino.

## Storia

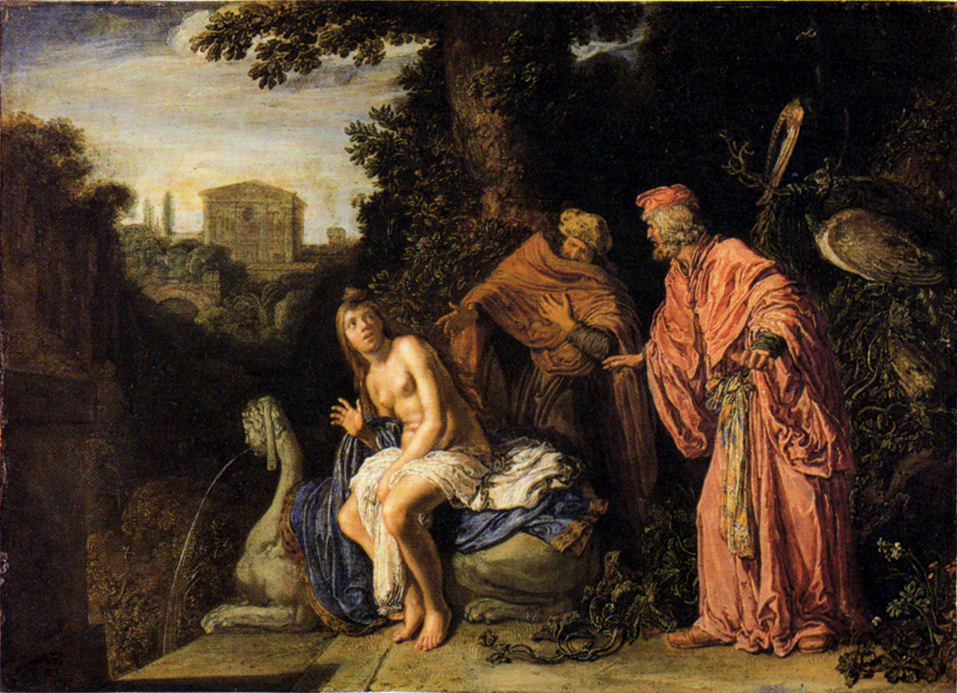
Il dipinto di Pieter Lastman che ispirò quello rembrantiano.

Quando Rembrandt van Rijn dipinse Susanna e i vecchioni, i temi religiosi non erano comuni nell'arte olandese come nel resto dell'Europa, a causa dell'ascesa del protestantesimo nei Paesi Bassi e a una perdita di favore nei confronti della tradizione cattolica. Tuttavia, Rembrandt continuò ad esplorare i temi biblici per le sue tele, nonostante la loro popolarità in declino. Inizialmente, nel 1636, egli realizzò un disegno sul tema di Susanna e i vecchioni basato su un quadro del suo maestro Pieter Lastman. La tela completata nel 1647, tuttavia, presenta una composizione diversa da quella del Lastman, eccetto qualche somiglianza.
Dopo che Rembrandt completò il quadro, questo venne probabilmente venduto ad un collezionista di nome Adriaen Banck per 500 fiorini. Il dipinto poi passò di collezione in collezione fino a che non venne acquistato da Wilhelm von Bode per il museo Kaiser Friedrich a Berlino, nel 1883. Il dipinto venne poi trasferito nella pinacoteca berlinese.

### Modifiche successive
Nel 2015 si scoprì che il pittore e collezionista inglese Sir Joshua Reynolds effettuò delle modifiche al dipinto, che faceva parte della sua collezione alla fine del diciassettesimo secolo. Delle scansioni a raggi X rivelarono che delle ampie porzioni dell'opera originale erano state ridipinte ed altre erano state rimosse con dei solventi. Reynolds modificò gran parte dello sfondo, tralasciando le figure rembrantiane, il palazzo babilonese sullo sfondo e alcuni elementi in primo piano. Non è chiaro il motivo di queste alterazioni da parte di Reynolds, ma egli era noto per modificare le opere della sua collezione.

## Tema
Il dipinto raffigura la storia di Susanna, un tema artistico biblico già immortalato da altri pittori: la donna viene accusata falsamente di adulterio da due vecchioni, i quali desideravano possederla carnalmente, e rischia di venire condannata a morte, ma viene salvata da Daniele e dal suo piano saggio grazie al quale smaschera i colpevoli. Tuttavia, nonostante nella storia originale Susanna fosse casta e pura, spesso i pittori dipinsero la scena in questione con un tocco di erotismo, raffigurandola in maniera allettante. Alcune raffigurazioni della storia ritraevano Susanna come una tentatrice o una sorta di Venere (è il caso, per esempio, del dipinto realizzato da Alessandro Allori). In altri dipinti, come quello di Lastman, l'arrivo dei vecchioni viene visto come un fastidio minore, piuttosto che una vera molestia. L'opera del Rembrandt, tuttavia, privilegia una versione più radicata della storia e si concentra sull'aspetto morale e mostra Susanna come una vittima.

## Descrizione

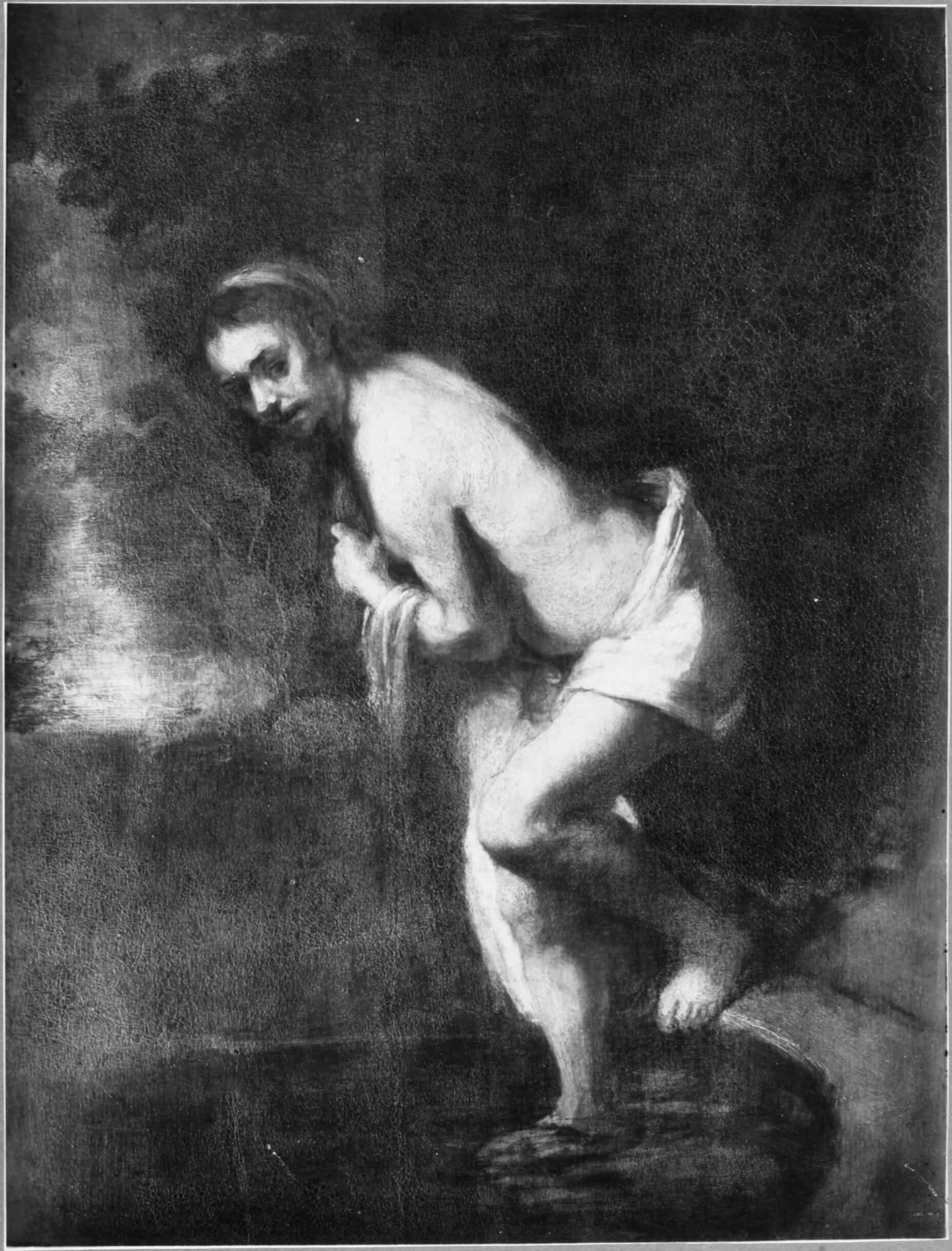
Uno studio per la figura di Susanna oggi conservato al Louvre.

Se nei quadri precedenti Susanna aveva spesso una carica sensuale o erotica, Rembrandt scelse di raffigurare il tentativo di aggressione dei vecchioni come veniva descritto nella storia. Susanna cerca di staccarsi dal vecchione che afferra la sua veste e fissa negli occhi lo spettatore, forse in cerca di aiuto. Si ipotizza che lo spettatore in un certo senso stia partecipando alla scena, invece di essere un guardone nascosto, come nelle altre versioni. La sua espressione è angosciata, a differenza delle versioni precedenti sul tema dove lei sembrava confusa o addirittura lussoriosa. 
Il dipinto presenta dei colori e delle ombreggiature intense tipiche dello stile rembrantesco. Susanna si sta spogliando e sta per entrare in una vasca piena d'acqua o in un fiume ma viene interrotta dai vecchioni. I dintorni lussureggianti e la vegetazione tropicale fitta che circonda il luogo danno alla tela un tocco orientalista. Anche gli abiti indossati dai vecchioni, in particolare i turbanti, sono un tocco di orientalismo. Sullo sfondo si nota un palazzo babilonese. Queste caratteristiche "orientali" erano note agli artisti olandesi grazie ai libri illustrati dei commercianti che avevano viaggiato in Asia e avevano annotato quel che avevano visto.